# Hubal
Húbal (àrab: هبل, Hubal) és una deïtat del panteó àrab preislàmic.
El culte a Húbal fou desenvolupat a la Meca pel khuzaïta Amr ibn Luhayy des del segle iii. Aviat va ser personificat amb trets humans per una estàtua a la que mancava el braç dret que els quraixites van substituir per un braç d'or. El seu culte està testimoniat per primer cop entre els nabateus el 198 dC i tindria arrels mesopotàmiques.